# 吉力吐泡子
吉力吐泡子也作吉里吐哈嘎，是一个位于中国内蒙古自治区通辽市科尔沁左翼后旗阿古拉镇境内的湖泊，地处阿古拉镇政府驻地以北约3千米，呈东西走向的狭长形。湖面海拔183米，湖长5.6千米，最大宽0.6千米，平均宽0.4千米，面积2.3平方千米。
2019年科尔沁左翼后旗人民政府公布的河湖管理范围划定成果，吉力吐泡子面积为2.46平方千米。
根据2020年公布的科左后旗河湖长名单，吉力吐泡子苏木镇级湖长为阿古拉镇副镇长，村级湖长为吉力吐嘎查党支部书记。